# 牛郎門
牛郎門，又稱牛郎棍，河北武術，為中國武術流派之一。

## 源流
牛郎棍是清朝农民起义军首领于七所初创，1662年，于七在山东省栖霞县境内的锯齿牙山突破清军的包围，带伤逃到留格庄村被當地青年萧思德收救。于七隐姓埋名，在萧家做了放牛郎。他将自己精通的各种兵器技法，全部整合到了放牛用的短棍上，传授给了救命恩人萧思德，蕭家將家傳武功跟于七所傳武功結合後世代相傳，開創出牛郎門一派。

## 介紹
牛郎棍集刀、枪、剑、戟、鞭等器械技法为一体，其套路招势连贯通达、刚劲有力、灵活多变、内外合一，以快、奇、巧、准制胜。讲究以意领气、以气发力、以静制动
牛郎棍的基本功法：包括手形、手法、棍法、腿法、身法等。手型主要有掌、勾、握等，手法主要有半握拳、日字拳、摆拳等，棍法主要有挑、劈、架、戳、扫、格、撩、攉、点、刺、绞、剁、舞、压、拧、拨等，步形腿法主要有弓、马、仆、歇、虚、并、丁、叉等，身法主要有闪、转、腾、窜、缩等。并根据实战需要，加以点穴绝技，先击要害，有效地提高了御敌防身功能。

## 套路
牛郎门主要武功套路有牛郎拳、牛郎棍、華夏流星槍、南斗六星刀、北斗七星劍、繩鏢、鐵砂、養神功
牛郎棍是牛郎门武术中所使用的主要武械，整合了刀、枪、剑、戟、鞭等各兵器技法的优点。主要套路有田字鞭、十字鞭、一字鞭、双折鞭、单折鞭、龙虎斗鞭、长蛇鞭等。

## 來源
1. 1 2  .   [2022-12-21]. （原始内容存档于2022-12-21）.
2. 1 2  .   [2022-12-21]. （原始内容存档于2023-01-29）.
3. ↑  蕭明魁 《牛郎門秘傳棍法》